# ゲトラグ

ロゴ

ゲトラグ (Getrag) は、ドイツのバーデン＝ヴュルテンベルク州ウンターグルッペンバッハに本拠を置いていた自動車用トランスミッションメーカー。1935年、ヘルマン・ハーゲンマイヤーにより創業。2016年1月にカナダのマグナ・インターナショナルに吸収合併され、現在は同社の一部門「マグナ・パワートレイン」(Magna Powertrain, Magna PT) として存続している。
社名の「ゲトラグ」とは、創業時の社名Getriebe- und Zahnradfabrik Hermann Hagenmeyer GmbH & Cie KG（変速機・歯車工場ヘルマン・ハーゲンマイヤー株式会社）の略称。

## 解説

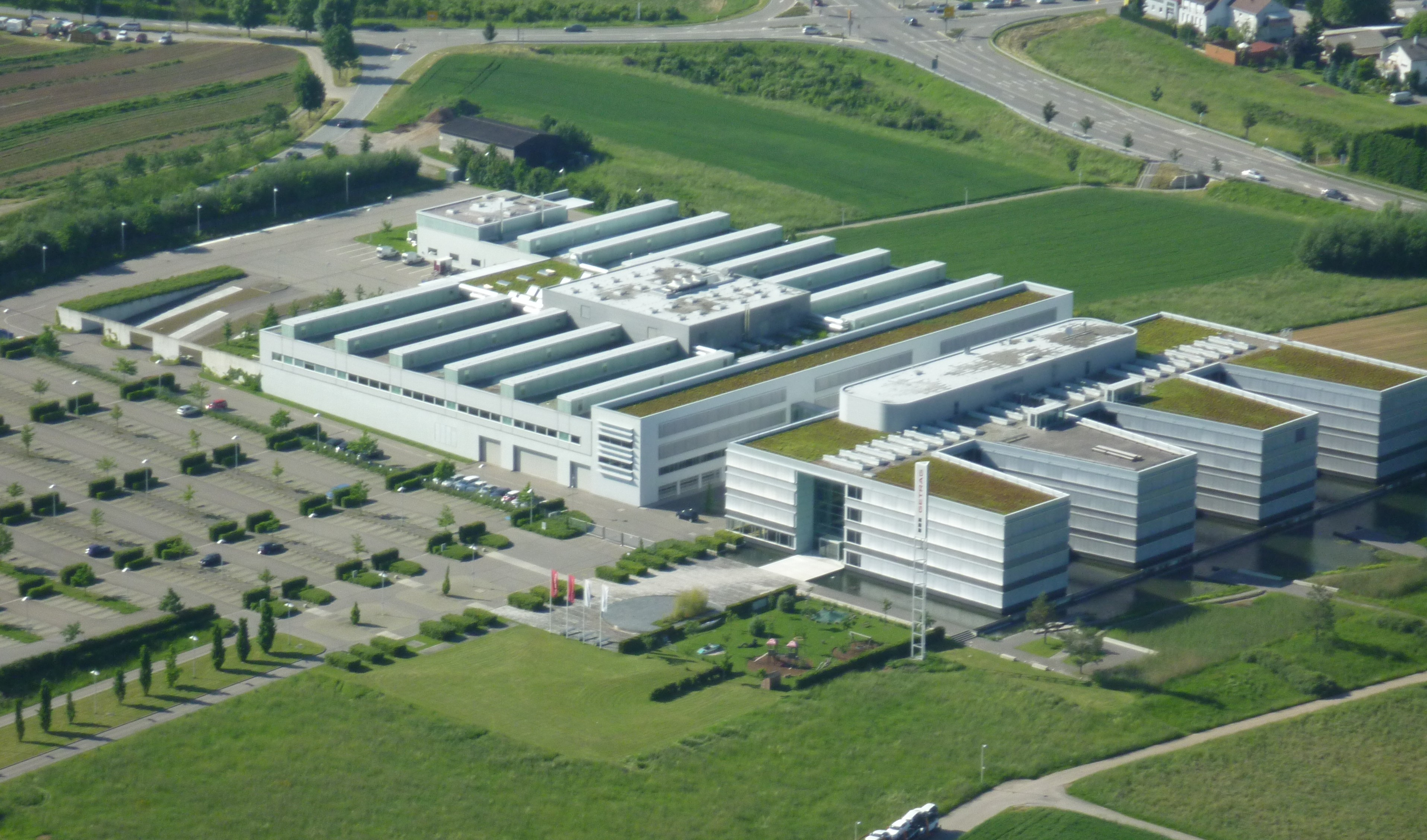
ウンターグルッペンバッハの本社工場

マニュアルトランスミッションや乗用車のアクスルを主力商品とする。2015年まで欧州フォード・モーターの傘下にあり、2001年にゲトラグ＝フォード・トランスミッションを設立した。グループの従業員数は10,700人、2005年のグループ売上高は約23億ユーロであった。
BMWをはじめ欧州各メーカーのハイパフォーマンスカーを中心にトランスミッションおよびギアを供給しており、日本でも国内メーカーでは対応ができなかった高出力車、スポーツグレード車に採用されている。
マニュアルトランスミッションの潤滑油には一般的なギアオイルより粘度の低い専用油、もしくはオートマチックトランスミッションフルード (ATF) が指定されている。
また、ディーラーなどでのオーバーホールを推奨しておらず、補給部品は一般供給されていない。小さなトラブルでもアッセンブリー交換となる場合があるが、専門業者でのオーバーホールは可能である。
2006年にデュアルクラッチトランスミッション (DCT) と組み合わせた電気式パラレルハイブリッド機構をボッシュと共同開発している。

## 採用例

### マニュアルトランスミッション
- BMW・M3
- BMW・850CSi
- BMW・M5
- BMW・M6
- MINI・クーパーS
- 欧州フォード・フォーカス ST170
- 欧州フォード・モンデオ ST220
- 日産・スカイラインGT-R (BNR34)

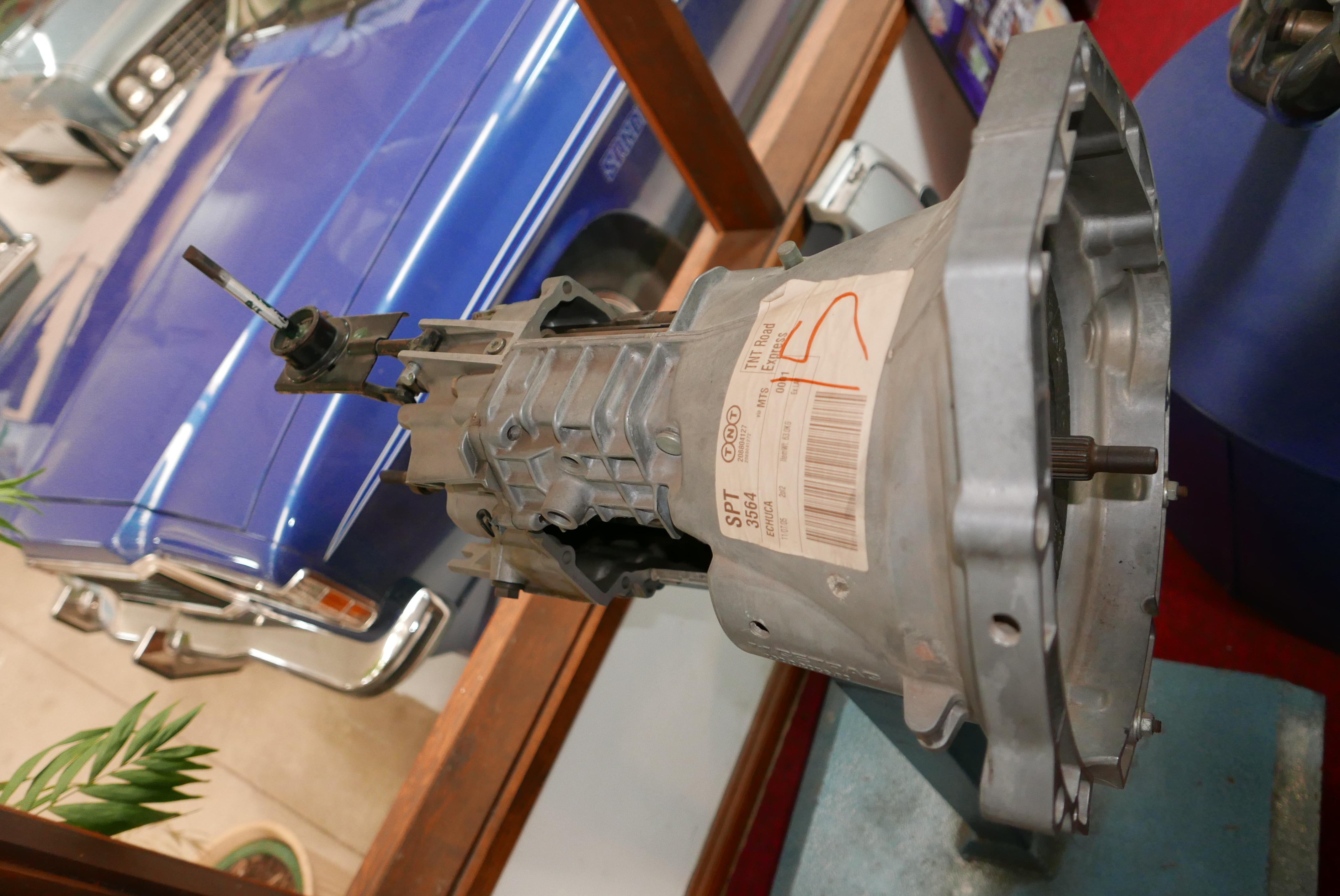
ホールデン用5速MT

- トヨタ・スープラ (JZA80) ツインターボ、一部のNA車
- 三菱・GTOツインターボ (5MT / 6MT)、ツインターボMR (6MT)
- 三菱・コルトRALLIART Version-R、三菱・コルト 1.5C - 2006年モデル
- メルセデス・ベンツ・W123 (5MT)
- メルセデス・ベンツ・190E 2.3-16、2.5-16、2.5-16EVO1、2.5-16EVO2
- オペル・カリブラ 2.0i 16V、2.5i V6 (5MT)、ターボ (6MT)
- ポルシェ・911

### デュアルクラッチトランスミッション

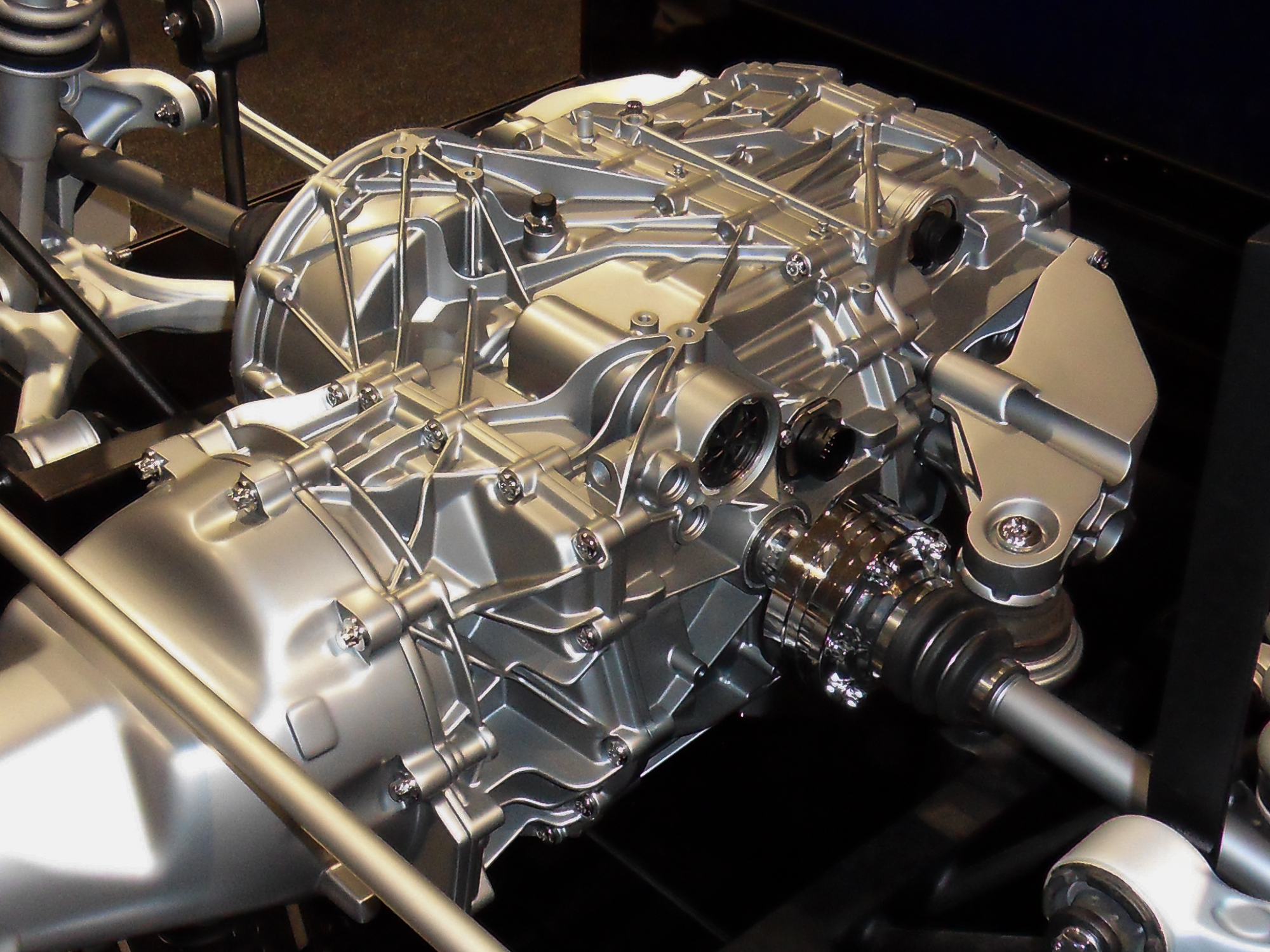
メルセデス・ベンツ・SLS AMG用7速DCT

- 三菱・ランサー(7代目) TC-SST搭載車
  - 三菱・ランサーエボリューションX
  - 三菱・ギャランフォルティス ラリーアート
  - 三菱・ギャランフォルティス スポーツバックラリーアート
- ルノーサムスン・SM5（3代目）XE TCE
- ルノー・クリオ/ルーテシア（4代目、含ルノースポール）
- フォード・GT
- フェラーリ・458イタリア
- フェラーリ・488GTB
- フェラーリ・F8トリブート
- フェラーリ・ポルトフィーノ
- フェラーリ・ローマ
- フェラーリ・F12ベルリネッタ
- フェラーリ・812スーパーファスト
- フェラーリ・SF90ストラダーレ
- BMW・M4
- BMW・M2
- メルセデスAMG・GT（2ドア車のみ）
- メルセデス・ベンツ・SLS AMG